# Crotofagins
Els crotofagins (Crotophaginae) són una petita subfamília, dins la família dels cucuts (Cuculidae), formada per quatre espècies americanes d'hàbits gregaris. S'han classificat també com una família de ple dret (Crotophagidae).
Una característica de la subfamília és el desenvolupament de la cria cooperativa, en què diverses femelles ponen els seus ous en un niu comunal. El nombre d'ous de la posta és molt diferent entre les diferents espècies.

## Sistemàtica
La subfamília està formada per dos gèneres amb quatre espècies en total:
- Gènere Guira, amb una espècie: guira (Guira guira).
- Gènere Crotophaga, amb tres espècies.

## Hàbitat i distribució
Els diferents membres s'estenen per zones de boscos i matolls des del sud de Florida, cap al sud, a través de les Antilles i Amèrica Central, fins al nord de l'Argentina.